# 터키시 반
터키시 반(Turkish Van)은 터키 고양이의 한 품중이다. 반 패턴 이라 불리는 특징적인 피모의 색과 더불어 물과 친화적이라는 점에 특징이다. 이 품종은 희귀하며, 밴 패턴으로 구별되는데 머리와 꼬리에는 크림색 또는 붉은색의 반점이 있으며, 나머지는 흰색을 띄고 있다.

## 같이 보기
- 고양이 털 유전학